# Tal vez (canción de Paulo Londra)
«Tal vez» es una canción del rapero y cantante argentino Paulo Londra. Fue lanzada el 3 de abril de 2019 por Warner Latina y Big Ligas, como el séptimo sencillo de su álbum de estudio debut Homerun (2019). Fue escrita por Jairo Bascope, Londra, Cristian Salazar y Ovy on the Drums, quién también produjo la canción. Con este sencillo, Londra logró por quinta vez llegar al top 10 de la lista Argentina Hot 100 de Billboard.

## Antecedentes y composición
El 20 de marzo de 2019, Londra publicó en sus redes sociales el primer adelanto de «Tal vez», el séptimo sencillo de su álbum debut, anunciado que el lanzamiento de la canción sería el 3 de abril de 2019.
«Tal vez» fue escrita por Londra y Ovy on the Drums, quien también la produjo. Es descripta como una canción de reguetón que utiliza elementos del trap latino. La letra relata el enamoramiento de un hombre por una mujer que tiene mucha seguridad y capta todas las miradas, sin embargo, el joven es definido como inseguro y que su amor parece ser no correspondido, cayendo inevitablemente en el sufrimiento y dándose cuenta de que quizás se enamora muy rápido.

## Recepción

### Desempeño comercial
En la semana del 20 de abril de 2019, el sencillo debutó en el puesto 7 del listado Argentina Hot 100 de Billboard. La semana siguiente, subió de posición al puesto 6 y en la tercera semana escaló hasta la posición 3. «Tal vez» llegó a su pico cuando se ubicó en el segundo puesto del conteo durante la semana del 18 de mayo de 2019. Luego del lanzamiento de su álbum debut Homerun, el 23 de mayo de ese año, el sencillo recibió la certificación de disco de oro por parte de la Cámara Argentina de Productores de Fonogramas y Videogramas (CAPIF).
En España, «Tal vez» hizo su debut en la posición 17 del listado de éxitos musicales elaborado por PROMUSICAE (Productores de Música de España). El sencillo alcanzó su pico en la lista ubicándose en el puesto 4 y recibió la certificación de triple disco de platino. A fines de 2019, según Billboard Argentina, «Tal vez» fue la novena canción más escuchada en Argentina.

### Premios y nominaciones
| Año  | Premiación     | Categoría                     | Resultado | Ref.   |
| ---- | -------------- | ----------------------------- | --------- | ------ |
| 2019 | Premios Quiero | Mejor video artista masculino | Nominado  | [ 13 ] |

## Video musical
El videoclip estuvo dirigido y producido por EME Creative. En el video, Londra interpreta a un chico que se disfraza de león para representar la mascota de un supermercado. Durante su día, se enamora de una clienta, interpretada por Julieta Bartolomé, que asiste a comprar y busca llamar su atención con la ayuda de sus compañeros de trabajo. «Tal vez» se convirtió en el tercer de video musical de Londra en llegar las mil millones de visualizaciones en YouTube.

## Posicionamiento en las listas
| Listas (2019)                       | Mejor posición |
| ----------------------------------- | -------------- |
| América Latina (Monitor Latino)     | 9              |
| Argentina Hot 100 (Billboard)       | 2              |
| Chile (Monitor Latino)              | 17             |
| Colombia (Monitor Latino)           | 10             |
| Colombia (National-Report)          | 36             |
| Colombia Streaming (Promúsica)      | 8              |
| Costa Rica (Monitor Latino)         | 2              |
| Costa Rica Streaming (FONOTICA)     | 6              |
| Ecuador (Monitor Latino)            | 4              |
| España (PROMUSICAE)                 | 4              |
| Guatemala (Monitor Latino)          | 11             |
| Hot Latin Songs (Billboard)         | 43             |
| México (AMPROFON)                   | 3              |
| Mexico Airplay (Billboard)          | 13             |
| Mexico Espanol Airplay (Billboard)  | 4              |
| México Pop (Monitor Latino)         | 12             |
| Paraguay (Monitor Latino)           | 1              |
| Perú (Monitor Latino)               | 2              |
| Perú (UNIMPRO)                      | 75             |
| Puerto Rico Urbano (Monitor Latino) | 15             |
| Uruguay (Monitor Latino)            | 6              |
| Venezuela Urbano (Monitor Latino)   | 18             |

| Listas (2019)                   | Mejor posición |
| ------------------------------- | -------------- |
| Argentina Digital Songs (CAPIF) | 2              |
| Panamá (PRODUCE)                | 32             |
| Paraguay (SGP)                  | 1              |

| Listas (2019)               | Mejor posición |
| --------------------------- | -------------- |
| Argentina (Monitor Latino)  | 13             |
| Chile (Monitor Latino)      | 83             |
| Costa Rica (Monitor Latino) | 13             |
| Colombia (Monitor Latino)   | 60             |
| Ecuador (Monitor Latino)    | 15             |
| España (PROMUSICAE)         | 25             |
| Guatemala (Monitor Latino)  | 59             |
| Paraguay (Monitor Latino)   | 19             |
| Perú (Monitor Latino)       | 14             |
| Portugal (AFP)              | 1194           |
| Uruguay (Monitor Latino)    | 13             |

## Certificaciones
| País      | Organismo certificador | Certificación | Ventas certificadas | Simbolización | Ref.   |
| --------- | ---------------------- | ------------- | ------------------- | ------------- | ------ |
| Argentina | CAPIF                  | Oro           | 10 000              | ●             | [ 9 ]  |
| Chile     | PROFOVI                | Platino       | 36 000 000          | ▲             | [ 52 ] |
| España    | PROMUSICAE             | 4× Platino    | 160 000             | ▲             | [ 53 ] |

## Créditos y personal
Adaptados desde Jaxsta.

### Producción
- Paulo Londra: voz y composición.
- Daniel Echavarría Oviedo: composición y producción.
- Cristian Salazar: composición.

### Técnico
- Daniel Echavarría Oviedo: ingeniería de grabación.
- Dave Kutch: ingeniería de masterización.
- Juan Pablo Builes: ingeniería de mezcla.
- Mosty: ingeniería de mezcla.

## Historial de lanzamientos
| Región | Fecha              | Formato(s)                 | Discográfica                  | Ref.   |
| ------ | ------------------ | -------------------------- | ----------------------------- | ------ |
| Varios | 3 de abril de 2019 | Descarga digital streaming | Big Ligas Warner Music Latina | [ 55 ] |